# Montloué
Montloué és un municipi francès situat al departament de l'Aisne i a la regió dels Alts de França. L'any 2007 tenia 165 habitants.

## Demografia

### Població
El 2007 la població de fet de Montloué era de 165 persones. Hi havia 75 famílies de les quals 25 eren unipersonals (8 homes vivint sols i 17 dones vivint soles), 17 parelles sense fills, 29 parelles amb fills i 4 famílies monoparentals amb fills.
La població ha evolucionat segons el següent gràfic:
Habitants censats

### Habitatges
El 2007 hi havia 88 habitatges, 72 eren l'habitatge principal de la família, 9 eren segones residències i 7 estaven desocupats. 87 eren cases i 1 era un apartament. Dels 72 habitatges principals, 51 estaven ocupats pels seus propietaris, 19 estaven llogats i ocupats pels llogaters i 2 estaven cedits a títol gratuït; 3 tenien dues cambres, 13 en tenien tres, 15 en tenien quatre i 40 en tenien cinc o més. 52 habitatges disposaven pel capbaix d'una plaça de pàrquing. A 37 habitatges hi havia un automòbil i a 27 n'hi havia dos o més.

### Piràmide de població
La piràmide de població per edats i sexe el 2009 era:
| Homes | Edats   | Dones |
| ----- | ------- | ----- |
| 0     | 95 o +  | 0     |
| 0     | 90 a 94 | 0     |
| 0     | 85 a 89 | 4     |
| 0     | 80 a 84 | 0     |
| 8     | 75 a 79 | 0     |
| 0     | 70 a 74 | 0     |
| 4     | 65 a 69 | 12    |
| 0     | 60 a 64 | 0     |
| 4     | 55 a 59 | 0     |
| 4     | 50 a 54 | 8     |
| 8     | 45 a 49 | 4     |
| 8     | 40 a 44 | 8     |
| 8     | 35 a 39 | 12    |
| 0     | 30 a 34 | 4     |
| 8     | 25 a 29 | 8     |
| 0     | 20 a 24 | 8     |
| 12    | 15 a 19 | 20    |
| 16    | 10 a 14 | 4     |
| 4     | 5 a 9   | 4     |
| 16    | 0 a 4   | 8     |

## Economia
El 2007 la població en edat de treballar era de 112 persones, 84 eren actives i 28 eren inactives. De les 84 persones actives 68 estaven ocupades (38 homes i 30 dones) i 15 estaven aturades (6 homes i 9 dones). De les 28 persones inactives 15 estaven jubilades, 5 estaven estudiant i 8 estaven classificades com a «altres inactius».

### Ingressos
El 2009 a Montloué hi havia 70 unitats fiscals que integraven 163 persones, la mediana anual d'ingressos fiscals per persona era de 15.839 €.

### Activitats econòmiques
Dels 4 establiments que hi havia el 2007, 3 eren d'empreses extractives i 1 d'una empresa de comerç i reparació d'automòbils.
L'any 2000 a Montloué hi havia 6 explotacions agrícoles.

## Equipaments sanitaris i escolars
El 2009 hi havia una escola elemental integrada dins d'un grup escolar amb les comunes properes formant una escola dispersa.

## Poblacions més properes
El següent diagrama mostra les poblacions més properes.